# Polizeistaat
Ein Polizeistaat ist ein Staat, dessen Organe nicht rechtlich gebunden handeln und die sich im Gegensatz zu rechts- und verfassungsstaatlichen Vorstellungen wegen einer mangelhaften Gewaltenteilung nicht effektiv gegenseitig kontrollieren. Charakteristisch sind eine starke Stellung der Polizei und anderer staatlicher Sicherheitsdienste (wie die Geheimpolizei) sowie eine repressive Reglementierung des politischen, wirtschaftlichen und sozialen Lebens. Wegen fehlender Unabhängigkeit der Rechtsprechung sind die Staatsbürger gegen willkürliche und unrechtmäßige Maßnahmen nur unzureichend geschützt, ihre unverletzlichen Grundrechte sind nicht gewährleistet. Totalitäre Staaten sind in der Regel auch Polizeistaaten.

## Begriffsentstehung
Etymologisch leitet sich der Begriff Polizei vom altgriechischen πολιτεία (politeia) bzw. von polis (zu Deutsch: „Stadt“) ab. Er bezeichnete zunächst die gesamte öffentliche Verwaltung. Seit dem Mittelalter wurde gute Policey als Ausdruck für eine gute Verwaltung verwendet.
Diese Bedeutung setzte sich bis in das Zeitalter des Absolutismus fort. Entsprechend dem vorherrschenden Staatsmodell hatte der jeweilige monarchische Herrscher eine als absolut legitimierte Machtposition, die Grenzen des Verwaltungshandelns wurden nur durch die „Wohlfahrt“ der Untertanen bestimmt. Der Inhalt der „Wohlfahrt“ oder „guten Polizey“ wurde von der Obrigkeit nach ihrem Ermessen definiert.
Durch den gesellschaftlichen Wandel, insbesondere nach dem Wiener Kongress, wurde der Polizeistaat zunehmend repressiv, um die aufstrebenden liberalen und demokratischen Bestrebungen zu unterdrücken. Der Polizeistaat wurde somit zum Kampfinstrument gegen politisch Andersdenkende (im absolutistischen Staatsgefüge war eine Opposition nichts anderes als ein Verstoß gegen die Interessen des Staates und damit auch gegen die Interessen seiner Untertanen).
Seitdem wird der Polizeistaat als ein Staatswesen definiert, in dem die Polizei allmächtig und der Einzelne so gut wie machtlos ist. Diese Wortbedeutung, die den Gegensatz zum Rechtsstaat betont, entstand in der Biedermeierzeit.
In der Folgezeit entstanden Rechtsstaaten, in denen die Polizeigewalt (einschließlich Verwaltung) nur aufgrund von Gesetzen tätig werden darf (Gesetzesvorbehalt). In der Folge wurde auch der Ausdruck Polizei in demokratischen Staaten sprachlich zunehmend verdrängt (Gesundheitspolizei, Baupolizei und Ausländerpolizei wurden umbenannt in Gesundheitsamt, Bauaufsichtsbehörde und Ausländeramt). Die stetige Weiterentwicklung des Polizeirechts, Verwaltungsrechts, Strafrechts und letztlich der Verfassung mit Grundrechten führt zu mehr Rechtssicherheit und auch zu einer Verrechtlichung von immer mehr Lebensbereichen.

## Verwandte Bezeichnungen
Staaten mit einer Tendenz zu Überwachung der Bürger durch den Staat und dessen Polizei werden als Überwachungsstaaten bezeichnet. Die logische Weiterentwicklung des Überwachungsstaates ist der so genannte Präventionsstaat. Hier werden die Vielzahl der aus der Überwachung über die einzelnen Bürger gewonnenen spezifischen Informationen dazu genutzt, um unerwünschtes Verhalten dieser Bürger sehr zu erschweren oder möglichst von vornherein zu unterbinden. Mittel hierfür sind unter anderem Einreiseverbote, präventive Platzverweise, Demonstrationsverbote, Strafandrohungen, Verurteilungen mit langen Bewährungszeiten und die gezielte Überwachung verschiedenster Bevölkerungsgruppen zur Gefahrenabwehr.

## Geschichte

### Bayern unter Maximilian I.
Ein vornehmlich kirchlich orientiertes Modell eines Polizeistaates existierte mit dem kirchlichen Polizeiregiment in Baiern unter Maximilian I. (1596–1651). Beraten durch Jesuiten verhängte Maximilian I. im Rahmen der Gegenreformation für Verstöße gegen die vom Konzil von Trient aufgestellten Gebote und Regeln der katholischen Kirche schärfste Sanktionen bis hin zur Todesstrafe. Zur Überwachung ließ er landesweit geheime Spione bestellen.

### Österreich unter Joseph II.
Das klassische Modell des Polizeistaates schuf im 18. Jahrhundert Joseph II. für das Habsburger Reich. In einem peniblen System von Vorschriften und Verboten errichtete er den historisch ersten Überwachungsstaat im modernen Sinn.

### Preußen unter Wilhelm I.
Ein Beispiel für den Policey-Staat, also den Polizeistaat im ursprünglichen Sinn, in dem die Grenzen des Verwaltungshandelns nur durch die „Wohlfahrt“ bestimmt wurden, deren Inhalt die Obrigkeit nach ihrem Ermessen definierte, ist (auch) Preußen zur Zeit Wilhelms I. Die der Polizei in § 10 II 17 ALR zugewiesene Wahrung der öffentlichen Ordnung ermöglichte es ihr durch weite Auslegung des Gesetzes, in alle Bereiche der öffentlichen Verwaltung einzugreifen. Erst das Kreuzbergerkenntnis des preußischen Oberverwaltungsgerichts vom 14. Juni 1882 wies die polizeiliche Gewalt in ihre Schranken und leitete das Ende des Polizeistaates absolutistischer Prägung ein.

### Frankreich unter Napoleon I.
Napoleons Frankreich (1799–1814/15) war ein Polizeistaat mit Joseph Fouché an der Spitze der Geheimpolizei. Fouché handelte auf Napoleons Geheiß. Während Napoleons Regierungszeit setzte Fouché Theaterstücke ab und verbot Zeitungen. Er unterhielt ein dichtes Netz von Spitzeln in Theatern, Salons, Restaurants und Bordellen. Die Presse wurde kontrolliert. So gab es 1799 beispielsweise ca. 60 Zeitungen in Paris. 1814 waren nur noch 4 davon übrig. Begründet wurden die Aktionen der Geheimpolizei mit der Absicht, Anschläge und Attentate auf Napoleons Person verhindern zu wollen.

## Entwicklung zum Unterdrückungsstaat

### Sowjetunion
Die Sowjetunion war seit ihrer Gründung im Jahr 1922 bis zu ihrer Auflösung 1991 – mit Lockerungen während der Amtszeit Chruschtschows (Entstalinisierung) und Gorbatschows (Perestroika) – ein stark bis extrem ausgeprägter Polizeistaat unter der Herrschaft der Kommunistischen Partei, in dem sich kaum ein Bereich des täglichen Lebens der staatlichen Überwachung, Kontrolle und möglichen Repression entzog. Wirtschafts-, Reise-, Bildungs-, Meinungsfreiheit und andere Freiheiten existierten zwar auf dem Papier der Verfassung, nicht aber in der Praxis. So musste für fast jede bedeutende Tätigkeit eine Bewilligung der Obrigkeit eingeholt werden. Die staatlichen Behörden, in erster Linie der Geheim- und Staatssicherheitsdienst (Tscheka, GPU, NKWD, später KGB), überwachten intensiv das öffentliche und private Leben der Sowjetbürger; politisch Oppositionelle (Dissidenten) hatten staatliche Verfolgung und schwere Strafen, Folter (Lubjanka), Erschießung oder Deportation in Straflager („Gulag“) zu erwarten.
Diese totalitären Kontroll- und Zwangsmaßnahmen erfolgten am rigorosesten im Stalinismus unter Stalin. Unter der Herrschaft von Staats- und Parteichef Breschnew ging man dazu über, Dissidenten auch in psychiatrische Anstalten einzuweisen (vgl.: Politischer Missbrauch der Psychiatrie in der Sowjetunion). In der Ära Chruschtschow und seit Ende der 1980er Jahre, in der Regierungsära Gorbatschows (Glasnost), bildeten sich auch begrenzte kulturelle, politische und persönliche Freiräume. Schon in der Nach-Stalinzeit entstand ein dissidenter Untergrund, der sich unter anderem über verbotenes Schrifttum und Literatur (Samisdat) und den politischen Humor am Leben hielt.

### Nationalsozialistisches Deutschland
Als die Nationalsozialisten 1933 die Macht in Deutschland übernahmen, errichteten sie nach und nach eine totalitäre Diktatur. Ausgehend von zwei Notverordnungen vom 4. und 28. Februar 1933 und dem Ermächtigungsgesetz vom 24. März 1933 wurden systematisch alle politischen Gegner ausgeschaltet. Die ersten Opfer waren die Kommunisten und Sozialdemokraten, deren Parteien verboten und deren Mitglieder verhaftet wurden. Gesetze, die angeblich dem „Schutz von Volk und Staat“ dienen sollten, beschränkten massiv die verfassungsmäßigen Grundrechte, darunter die Pressefreiheit und die freie Meinungsäußerung. Willkürliche Durchsuchungen und Beschlagnahmung von Eigentum waren demnach erlaubt und kamen in großer Anzahl vor.
Im nächsten Schritt wurde eine allumfassende Überwachung eingeführt. Blockwarte überprüften Haushalte und Personen, um alle Tätigkeiten oder Äußerungen, die nicht der nationalsozialistischen Ideologie entsprachen, zur Anzeige zu bringen. Es wurden Sondergerichte errichtet, die politische Vergehen sofort aburteilten und zum Teil drakonische Strafen aussprachen.
Häufig kam es unter den Menschen zu einer Welle von Verdächtigungen und Verleumdungen. Oftmals geschah dies aus der Angst heraus, selbst als Sympathisant eines Täters zu gelten – oder auch aus reiner Bosheit. Auch vor den eigenen Verwandten und sogar den eigenen Kindern war man nicht mehr sicher.
Weiter nutzte die Geheime Staatspolizei eine Vielzahl von Spitzeln zur Aufklärung verborgener politischer Bewegungen. Entdeckten solche Kundschafter von ihnen als staatsfeindlich angesehene Aktivitäten, so dauerte es nicht lange, bis die ersten Verhaftungen durchgeführt wurden. Die meisten Betroffenen nahm man in Schutzhaft, wo sie zumeist gefoltert wurden, oder verbrachte sie in Konzentrationslager. Die Verhaftungen erfolgten häufig in der Nacht, so dass Personen ohne großes Aufsehen von einem Tag zum anderen verschwanden.

### DDR
Die Deutsche Demokratische Republik vor dem Fall der Berliner Mauer und der Wende wird oft als Polizeistaat klassifiziert. Der Polizeiapparat war auch mit der dem Innenministerium unterstellten Volkspolizei im internationalen Vergleich überdimensioniert. Durch die Volkspolizei wurden aber auch „polizeifremde“ Aufgaben wahrgenommen (z. B. Feuerwehr, Kfz-Zulassung oder Pass- und Meldewesen). In der Innen- und Außenansicht wird jedoch vor allem das mit großer Macht ausgestattete und mit geheimdienstlichen Mitteln operierende Ministerium für Staatssicherheit, die Leitung einer nach sowjetischem Vorbild geschaffene Geheimpolizei, als zentrales Polizeistaatselement angeführt. Das MfS versuchte, allgegenwärtig sämtliche gesellschaftlichen Bereiche Ostdeutschlands zu überwachen (zu durchdringen) und nahm zahlreiche „feindlich-negative Personen“ und deren Aktivitäten in unzähligen Akten auf. Die Stasi beschäftigte in den 1980er Jahren schätzungsweise 100.000 inoffizielle Mitarbeiter. Es gab einige Tausend politische Gefangene in der DDR.

### Nordkorea
Nordkorea unter der Herrschaft der neostalinistischen Partei der Arbeit Koreas ist ein extremer Unterdrückungs- und Polizeistaat und gehört zu den Ländern, in denen dabei die Menschenrechte am wenigsten geachtet werden. Kritik an der Führung wird streng bestraft. Die Medien werden vollständig vom Staat kontrolliert, nicht genehmigte Versammlungen sind verboten. Den Nordkoreanern ist es nicht erlaubt, das Land zu verlassen. Der Aufenthaltsort im Land wird von den Behörden vorgeschrieben.
Menschenrechtsgruppen berichten von Gefangenen- und Arbeitslagern, in denen viele politische Gefangene sowie Menschen, die lediglich aufgrund ihres Glaubens verhaftet wurden, inhaftiert sind. Selbst schwangere Frauen werden in diesen Lagern zu langer und harter Arbeit gezwungen. Die Inhaftierten sind der Willkür der Wärter ausgeliefert, es existieren Berichte über Folter. Inhaftierte starben infolge Folter, Hunger oder wurden wegen geringer Vergehen hingerichtet. Hinrichtungen finden oft in der Öffentlichkeit statt. Westlichen Hilfsorganisationen zufolge sind rund 200.000 Menschen interniert (Stand 2005), von denen etwa 10 bis 20 % pro Jahr durch miserable Lagerverhältnisse oder Exekutionen umkommen. Vereinzelte Zeugen (z. B. Kang Chol-hwan oder Lee Soon-ok), denen es gelungen ist, aus den Lagern und aus Nordkorea zu fliehen, berichten darüber hinaus über Menschenversuche an Gefangenen mit Gasen oder Viren. Auch die Religionsfreiheit in Nordkorea ist nicht gewährleistet.

### China
Die Volksrepublik China ist ein autoritärer und repressiver Polizeistaat unter der Führung der Kommunistischen Partei Chinas (KPCh). Das Einparteiensystem ist in der Verfassung verankert. Das höchste Staatsorgan ist der Nationale Volkskongress (NVK), das Parlament der Volksrepublik China. Er wählt den Staatspräsidenten, den Staatsrat (die Regierung der VR China), den Obersten Volksgerichtshof, die Zentrale Militärkommission und die Oberste Staatsanwaltschaft, jedoch jeweils nur auf Vorschlag der Kommunistischen Partei, deren Organisation mit ca. 78 Mio. Mitgliedern den Staatsapparat auf allen Stufen durchdringt und oft kaum von ihm zu trennen ist.
Die Gründung von unabhängigen Gewerkschaften ist verboten, Presse- und Meinungsfreiheit sind nicht existent. Millionen Dissidenten sind in Arbeitslagern oder psychiatrischen Kliniken inhaftiert. Streng zensiert wird das Internet, dort stattfindende Diskussionen werden kontrolliert, unliebsame Personen oder Regimekritiker festgenommen.

### Rumänien
Rumänien entwickelte sich unter Nicolae Ceaușescu zu einem totalitären Polizeistaat, wobei die Überwachung der Bevölkerung und die Verfolgung von Regimegegner durch die Geheimpolizei „Securitate“ eine besondere Rolle spielte.
Rumänische Revolution 1989

### Tunesien
Das politische Leben in Tunesien wurde bis zur Revolution in Tunesien 2010/2011 fast vollständig von der RCD (Rassemblement Constitutionnel Democratique) beherrscht. Sie war 25 Jahre lang auch die einzig zugelassene Partei, deren Vorsitzender Zine el-Abidine Ben Ali war gleichzeitig Regierungschef und Präsident. Er kam im Oktober 1987 durch einen Putsch an die Regierung, 2002 ließ Ben Ali die Verfassung ändern, um seine Regierung über 2004 hinaus verlängern zu können. Er wurde dann bei Wahlen, die nach Ansicht zahlreicher Beobachter den Anforderungen wirklich demokratischer Wahlen nicht genügen, in seinem Amt bestätigt. Bei der Wahl im Oktober 2004 erzielte er nach offiziellen Angaben 94,49 %. Um die polizeistaatlichen Strukturen aufrechtzuerhalten, bediente sich Ben Ali freiwilliger Spitzel aus der eigenen Bevölkerung. Kritiker mussten mit Gefängnisstrafen und Folter rechnen (vgl. Zouhair Yahyaoui).
Menschenrechtsaktivisten beklagten die politische Repression in Tunesien. Ein Bericht von Human Rights Watch warf der Regierung im Juli 2004 unmenschliche Behandlung zahlreicher politischer Gefangener vor. Vierzig von ihnen, ausnahmslos Islamisten, die keinerlei Gewalttaten begangen hätten, würden zum Teil seit Jahren in Isolationshaft gehalten. Seit 1991 war die Tunesische Menschenrechtsliga (LTDH) die einzige Organisation, die einen einzigen Gefängnisbesuch machen durfte. Bis in die 2000er Jahre wurde keiner unabhängigen Menschenrechtsorganisation der Zugang zu den Haftanstalten gewährt. Die Meinungsfreiheit im Internet sowie in anderen Medien war stark eingeschränkt und unterlag der staatlichen Zensur. In der Vergangenheit kam es häufiger zu Arbeiterstreiks, die gewaltsam beendet wurden. Es gab außerdem immer wieder Berichte über Polizisten, die gewaltsam gegen Kritiker, Oppositionelle und Menschenrechtsaktivisten vorgingen.
Laut dem Jahresbericht 2007 der Menschenrechtsorganisation Amnesty International wurden damals hunderte Oppositionspolitiker seit Jahren ohne Anklage festgehalten und gefoltert. Auch die medizinische Versorgung der Häftlinge war nicht gewährleistet. Die Rechte auf freie Meinungsäußerung und Vereinigungsfreiheit blieben im Berichtsjahr 2006 weiterhin stark eingeschränkt und die Unabhängigkeit der Justiz war nicht gewährleistet, vielmehr war sie weiterhin ein Instrument der regierenden Partei.